# Brachypsectridae
Brachypsectridae jsou brouci z nadčeledi Elateroidea.

## Popis
Jsou to brouci 4-8 mm dlouzí. Žijí pod kameny a pod padlými kmeny stromů.

## Taxonomie
- rod Brachypsectra
  - Brachypsectra fulva - Mexiko
  - Brachypsectra fuscula
  - Brachypsectra lampyroides
  - Brachypsectra vivafosile
  - †Brachypsectra moronei